# Cembren A
Cembren A oder Neocembren ist ein Kohlenwasserstoff aus der Gruppe der monozyklischen Diterpene, bestehend aus einem methyl- und isopropenylsubstituierten dreifach ungesättigten C14-Makrocyclus. Die Biosynthese erfolgt durch Zyklisierung von Geranylgeranylpyrophosphat. Cembren A ist Bestandteil des Spurenpheromons der Termitenart Nasutitermes exitiosus, des Königinnenpheromons der Pharaoameise und kann aus Weichkorallen (Nephtea sp.) und Balsambäumen (Commiphora mukul, Boswellia spp.) isoliert werden.

## Biosynthese
Ausgehend von Geranylgeraniolpyrophosphat findet die Synthese unter Katalyse des Enzyms DtcycA (Diterpen-Cyclase A) statt. Zunächst wird die Pyrophosphatgruppe abgespalten. Daraufhin bildet sich im nächsten Schritt ein Cyclopropyl-Carbokation als Zwischenstufe aus. Durch Deprotonierung entsteht (R)-(−)-Cembren A.

## Biologische Wirkung
Cembren A weist eine zytotoxische Wirkung gegen die A549-Zellen (menschliche Zellen eines Lungenadenokarzinoms), gegen die HT-29-Zellen (menschliche Zellen eines Kolonadenokarzinoms), gegen die KB-Zellen (menschliche Zellen eines Plattenepithelkarzinoms) und die P-388-Zellen (Zellen einer Maus mit Lymphozytenleukämie) auf.

## Vorkommen
Cembren A kommt in verschiedenen Pflanzen- und Tierarten vor. Es kann aus der Weichkoralle Nephtea sp. und aus  Balsambaumgewächsen der Arten Commiphora mukul und Boswellia spp. isoliert werden.
In der Tierwelt ist Cembren A chemischer Bestandteil von Insektenpheromonen. Es ist im Spurpheromon verschiedener Termitenarten vorhanden.
Bei der Pharaoameise (Monomorium pharaonis) kommt es im Königinnen-Pheromon vor und bewirkt die Verhinderung der Fortpflanzung.
Des Weiteren ist es Bestandteil des Gifts von Ameisenköniginnen der Art Monomorium minimum und wird in der kloakalen Drüse des Alligator sinensis gebildet.